# Exaltación de la Santa Cruz
La Exaltación de la Santa Cruz (en griego: Ὕψωσις τοῦ Τιμίου Σταυροῦ; en latín: Exaltatio Sanctæ Crucis), es una fiesta religiosa de la Iglesia católica, la Iglesia ortodoxa y otras confesiones cristianas. En ella se rememora y se honra  la Cruz en la que fue crucificado Jesús de Nazaret. La fecha de esta celebración es el 14 de septiembre. Hay otra fecha relacionada con el tema de la Cruz de Gólgota, es la invención de la Santa Cruz, que se celebra el 3 de mayo. 
En esta festividad el cristiano recuerda el papel central que juega la Cruz en su vida, respondiendo al llamado de Jesucristo: "— Si alguno quiere venir detrás de mí, que se niegue a sí mismo, que tome su cruz y que me siga". (Mateo, 16, 24).

## Historia
La Iglesia católica, muchos grupos protestantes y ortodoxos celebran la fiesta de la Exaltación de la Santa Cruz el 14 de septiembre, ya que ese día es el aniversario de la consagración de la iglesia del Santo Sepulcro de Jerusalén en el año 335 de la era actual, tras haber sido descubierta la cruz por Santa Elena. También se dice que ese día se conmemora la recuperación de la Cruz por Heraclio en el 628 de manos de los persas, quienes la habían llevado a Ctesifonte tras tomar Jerusalén en 614.

## Liturgia
En la liturgia se tiene constancia de esta celebración desde el siglo IV. En la liturgia romana celebra este día como "fiesta del Señor", segunda categoría litúrgica entre las fiestas de los santos, celebrándose en todas las iglesias. Si cae en domingo, tiene preferencia ante la celebración dominical. El color litúrgico del día es el rojo. Tradicionalmente, en esta fiesta se exponen las reliquias de la Santa Cruz, si existen en el templo, u otras cruces.